# Pleurocryptella formosa
Pleurocryptella formosa es una especie de crustáceo isópodo marino de la familia Bopyridae.

## Distribución geográfica
Es endémica de las aguas de las islas Canarias (España).